# HMS Indomitable (92)
L'HMS Indomitable va ser un portaavions de classe Illustrious modificat construït per a la Royal Navy durant la Segona Guerra Mundial. Originalment planificada per ser el quart de la classe, va ser redissenyada per permetre-li operar més avions, 48 en comptes de 36. Es va afegir un segon hangar per sobre de l'original, aixecant la coberta de vol 4,3 m (14 peus), tot i que el blindatge lateral de l'hangar s'havia de reduir per compensar. L'hangar inferior es va fer més curt que l'hangar superior a causa de la necessitat de tallers i allotjament addicionals per donar suport als avions afegits.

## Historial

### Construcció i història antiga

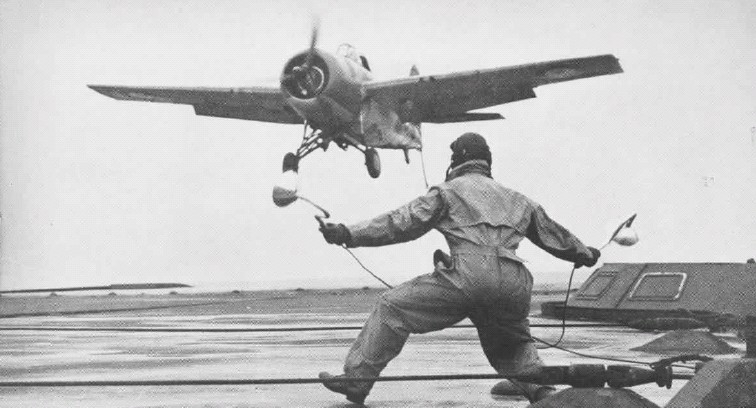
Un LSO a bord de l'Indomitable el 1942

A l'Indomitable se li va col·locar la quilla per Vickers-Armstrong a Barrow-in-Furness, el 10 de novembre de 1937. Va ser avarat el 26 de març de 1940 i assignat l'any següent a l'octubre. Va ser batejat per Clementine Churchill.
Va navegar cap a les Índies Occidentals el novembre de 1941 per al seu viatge inaugural. Mentre estava allí, l'Indomitable va encallar en un escull de corall prop de Jamaica, tot i que va tornar al servei poc després. Això significava que no va arribar al sud-est asiàtic a temps per proporcionar cobertura aèria a la Força Z, una força naval enviada per dissuadir els japonesos d'atacar Singapur. Aquesta força va ser enfonsada per avions japonesos quan els japonesos van aterrar a Malàisia el desembre de 1941. El mes següent, el gener de 1942, l'Indomitable es va unir a la Flota Oriental amb seu a Ceilan. A finals de gener, va transportar 48 Hawker Hurricanes de la Royal Air Force als aeròdroms de Sumatra a les Índies Orientals Holandeses, per reforçar les defenses antiaèries de Singapur, però una gran part dels Hurricanes van ser destruïts a terra pels atacs aeris japonesos. Els comandants britànics a Singapur es van rendir als japonesos el 15 de febrer.
Després de la caiguda de les colònies de l'Extrem Orient britànic restants, Hong Kong i Birmània, l'Indomitable va ser redestinat. Es va establir una nova flota oriental sota el comandament de l'almirall Sir James Somerville. L'Indomitable, i el seu vaixell germà Formidable eren els únics portaavions moderns de la Flota, i eren un actiu vital per als Aliats a l'Extrem Orient; l'únic altre portaavions, Hermes, estava obsolet.
L'abril de 1942 Somerville va intentar interceptar la força d'atac dels portaavions japonesos durant la seva incursió a l'Oceà Índic. La intel·ligència incompleta el va portar a abandonar la seva emboscada poques hores abans que arribés la força japonesa. Durant els dies següents, l'Indomitable va formar part d'una força que va intentar interceptar la flota japonesa a la nit, on els avions torpediners britànics, lents però equipats amb radar, tindrien les millors possibilitats d'un atac reeixit. Malgrat diversos dies de recerca, no es va aconseguir cap acció decisiva i Somerville finalment va retirar els seus ràpids portaavions a Bombai. L'Hermes, el destructor australià HMAS Vampire, la corbeta HMS Hollyhock i dos creuers pesats, Cornwall i Dorsetshire, van ser enfonsats en acció durant aquesta incursió japonesa, així com una vintena de vaixells mercants.
El maig de 1942 els britànics van llançar l'operació Ironclad, la invasió del Madagascar francès. Es temia que els mateixos japonesos ocupessin Madagascar i l'utilitzessin com a base submarina per atacar les rutes dels combois aliats a l'oceà Índic.
L'Indomitable es va separar de la Flota Oriental per participar en la invasió, trobant-se amb la força de cobertura (que incloïa el vaixell germà Illustrious) i la força d'invasió que havia estat enviada des de Durban, Sud-àfrica. L'assalt va començar el 5 de maig a Courrier Bay, just a l'oest de l'objectiu real de Diego Suárez. L'ala aèria de l'Indomitable va atacar l'aeròdrom d'Arrachart el dia inicial de la invasió, destruint cinc caces Morane-Saulnier MS406 i danyant dos més, així com dos Potez 63.11s. L'endemà va començar un assalt terrestre, amb els Albacores de l'Indomitable bombardejant les defenses i els seus Fulmars i Sea Hurricanes fent sortides d'atac terrestre. Les forces franceses a Diego Suárez es van rendir el 7 de maig. El 8 de maig, el submarí francès Monge va intentar torpedinar l'Indomitable però va ser enfonsat per les càrregues de profunditat dels destructors HMS Active i Panther.

### El Mediterrani

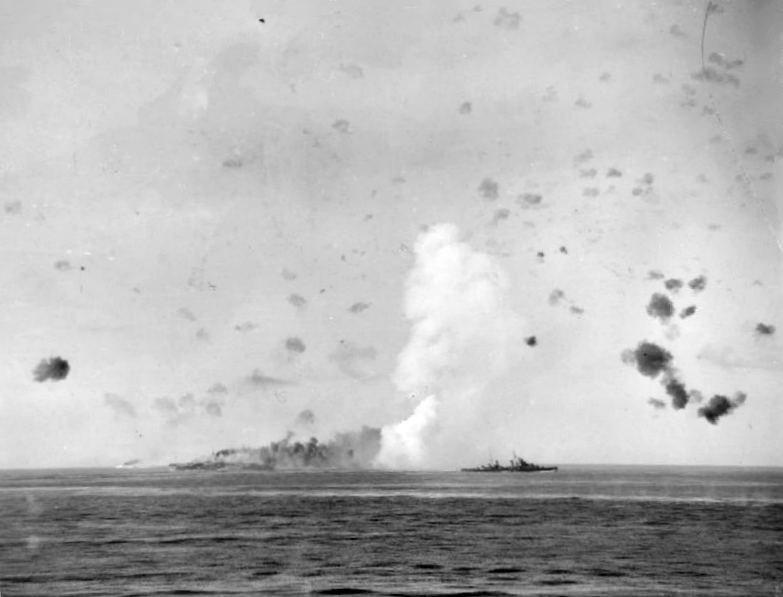
12 d'agost de 1942: l'Indomitable incendiat després de ser bombardejat. està examinant el portaavions.

Al juliol, l'Indomitable va tornar al Regne Unit. Aviat va tornar a l'acció, participant en l'operació Pedestal, el comboi més gran per proveir l'illa assetjada de Malta. Aquest comboi estava format per 14 vaixells de càrrega i una escorta sense precedents de vaixells de guerra: Cairo, Charybdis, Eagle, Indomitable, Victorious, Kenya, Manchester, Nelson, Nigeria, Phoebe, Rodney, Sirius i 32 destructors. Un dels objectius era que Furious llancés els seus Spitfires per aterrar a Malta, on romandrien; això es va fer l'11 d'agost i el Furious va tornar a Gibraltar.
Durant l'operació l'Indomitable va ser colpejat per dues bombes de 500 kg (per Ju 87 pertanyents a StG 3) i va patir tres gairebé accidents. Una bomba de 500 kg va penetrar a la part no blindada de la coberta de vol, causant danys que la van obligar a retirar-se per a les reparacions, tot i que va poder circular a 28,5 nusos (52,8 km/h; 32,8 mph) menys de dues hores després dels cops. Les víctimes van ser 6 oficials i 40 soldats morts i 70 ferits (L'atac es pot veure als disset minuts del documental Malta Convoy que apareix a la secció d'enllaços externs). Va navegar cap als Estats Units, on es van completar les reparacions el febrer de 1943, després del qual va tornar immediatament al Mediterrani.
Va ser torpedeada per un Savoia-Marchetti SM.79 de la 204 Squadriglia del 41è Grup de Torpediners el 16 de juliolmentre donava suport a la preparació per a la invasió aliada de Sicília i va tornar de nou als Estats Units, on es van completar les reparacions. Va començar les proves de mar el 10 d'abril de 1944.

### L'Extrem Orient
L'Indomitable va tornar a la Flota de l'Est a principis de 1944. Juntament amb el Victorious van llançar bombarders contra Sumatra a l'agost i setembre. Més tard van bombardejar les illes Nicobar, després de la qual cosa l'Indomitable es va unir amb Illustrious per atacar de nou Medan i Sumatra el 20 de desembre. L'any següent, Indomitable es va unir a la flota britànica del Pacífic. El 4 de gener de 1945 ella, el seu vaixell germà Victorious i un altre portaavions de la flota, l'Indefatigable van atacar Medan. Més tard al gener es van prendre accions posteriors contra Palembang i Sumatra. El 4 de maig de 1945 va ser colpejada per un kamikaze, però la seva coberta de vol blindada el va salvar de danys greus. A l'agost, amb la fi de la guerra, l'Indomitable va donar suport a l'alliberament de Hong Kong, arribant després que un grup de desembarcament de l'HMCS Prince Robert hagués pres la rendició japonesa. Els seus avions van volar les últimes missions de combat del portaavions de la guerra i de la seva carrera el 31 d'agost i l'1 de setembre contra vaixells suïcides japonesos que estaven atacant les forces britàniques.

### Postguerra
L'Indomitable va tornar al Regne Unit el novembre de 1945. L'any següent va portar l'equip de la lliga nacional de rugbi de Gran Bretanya a Austràlia en la seva primera gira de postguerra, guanyant-se a l'equip el sobrenom de "The Indomitables". El 1947, la van posar en reserva i després se li va fer un reacondicionament que va trigar tres anys, des del 1947 fins al 1950. Al final de la seva reacondicionament es va descobrir que les seves calderes només tenien 10 anys de vida, i els espais del motor van haver de ser trencats i reconstruït per substituir les calderes. Un cop finalitzat el seu reacondicionament, va tornar al servei operatiu amb la Home Fleet en climes molt més freds que les seves operacions de guerra. Va ser l'únic en portar el dia i la nit el caça de Havilland Hornet, i el caça nocturn equipat amb radar Sea Hornet NF.1 també portat per l'HMS Eagle el 1951–53, que era més ràpid, de llarg abast amb una bona càrrega útil en comparació amb l'avió d'atac de torpedes Blackburn Firebrand del portaavions.
El 1951, l'Indomitable va substituir l'últim cuirassat de la Royal Navy, l'HMS Vanguard, com a vaixell insígnia de la Home Fleet. El 3 de febrer de 1953, va ser molt danyat per un incendi intern i una explosió; els danys van ser posteriorment coberts de formigó i mai es van reparar. El mateix any, va navegar per participar en la Revista de la Flota per celebrar la coronació de la reina Elisabet II. Després va fer desembarcaments a la coberta al Canal, amb llums d'aterratge experimentals substituint el batedor, l'Indomitable no es va modernitzar per diverses raons, la principal de les quals va ser que per fer-lo capaç de manejar avions a reacció, l'alçada del seu hangar s'hauria d'augmentar de 14 peus (4,3 m) a 17,5 peus (5,3 m). Això requeriria enderrocar el vaixell fins a la coberta de l'hangar. Atesa l'escalada dels costos de la modernització del Victorious, l'Almirallat va decidir no realitzar una modernització completa d'un vaixell de la seva edat.

### Desmantellament i eliminació
L'Indomitable va tornar a la flota de reserva i l'octubre de 1953 va ser col·locat a la reserva no mantinguda. Va ser venut com a ferralla i va arribar a Faslane per ser desballestat el 30 de setembre de 1955.